# 贾斯廷·马斯卡姆
贾斯廷·马斯卡姆（英語：Justin Muschamp，1971年4月4日—），新西兰男子轮椅橄榄球运动员。他曾代表新西兰参加2000年夏季残疾人奥林匹克运动会轮椅橄榄球比赛，获得一枚铜牌。